# Sân bay quốc tế José Joaquín de Olmedo
Sân bay quốc tế José Joaquín de Olmedo, tên cũ Sân bay quốc tế Simón Bolívar (IATA: GYE, ICAO: SEGY) (tiếng Tây Ban Nha: Aeropuerto Internacional José Joaquín de Olmedo) là một sân bay ở Guayaquil, Ecuador, được đặt tên theo José Joaquín de Olmedo, một nhà thơ Ecuador nổi tiếng.
Sân bay này có nhà ga mới nhất trong các sân bay ở Ecuador, được đổi tên theo José Joaquín de Olmedo năm 2006, để chuẩn bị cho khánh thành nhà ga mới diện tích 50.000 mét vuông vào ngày 27 tháng 7 năm 2006. Mã ICAO cũng thay đổi từ SEGU sang SEGY. Dù có chuyến bay khánh thành vào ngày 28 tháng 7 năm 2006, phần lớn các hãng hàng không không hoàn toàn hoạt động từ nhà ga mới này cho đến ngày 13 tháng 8 năm 2006. Sau ngày đó, nhà ga cũ bị đóng cửa và người ta đã cải hoán nó thành một trung tâm hội nghị trong quý IV năm 2006.
Sân bay này nằm cách trung tâm thành phố Guayaquil 5 km về phía bắc, ở Avenida de las Américas.

## Các hãng hàng không và các tuyến điểm
- Aerogal (Miami, Balta, Bogotá, Cuenca, Medellín, Quito, San Cristóbal)
- American Airlines (Miamí)
- Avianca (Bogotá)
- Continental Airlines (Houston-Intercontinental) [ngưng ngày 3 tháng 9]
- Copa Airlines (Panamá)
- Delta Air Lines (Atlanta) [ngưng 4 tháng 9; bắt đầu 2 tháng 12][2]
- Iberia (Madrid)
- Icaro (Cuenca, Quito)
- KLM Royal Dutch Airlines (Amsterdam, Bonaire)
- LAN Airlines (Miami, New York-JFK, Santiago de Chile)
  - LAN Ecuador (Madrid)
  - LAN Peru (Lima)
- Santa Barbara Airlines (Caracas)
- Grupo TACA
  - Lacsa (San José (CR))
  - TACA Peru (Lima)
- TAME (Baltra, Cuenca, Quito, San Cristóbal)
- VIP (Quito, Salinas)